# دلتا الراين - الماس - سخيلده

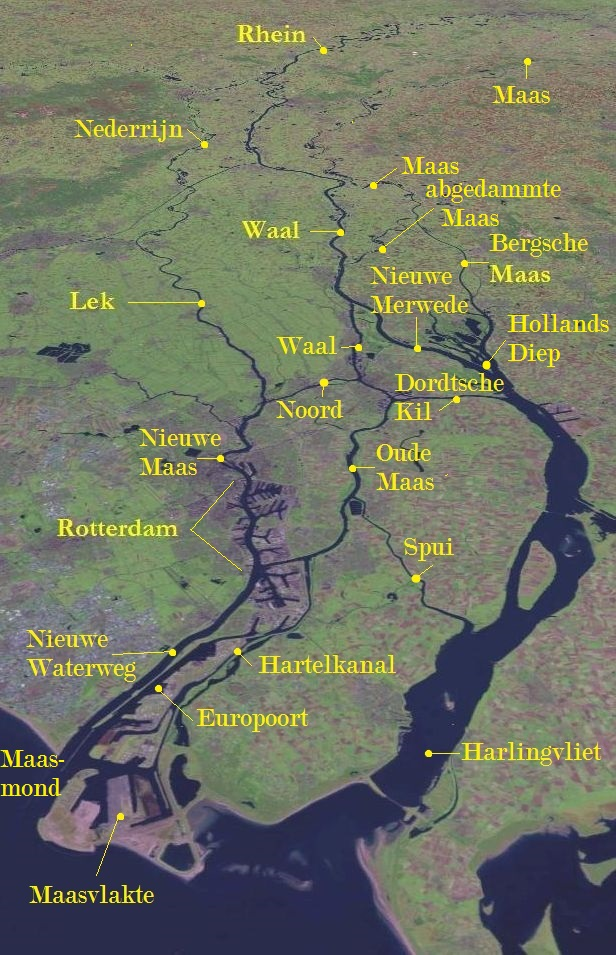
أجزاء من وسط وشمال دلتا الراين- الماس

دلتا الراين - الماس - سخيلده أو Helinium هي دلتا نهر في هولندا وبلجيكا والتي شكلها التقاء نهر الراين، والماس وسخيلده. والنتيجة هي العديد من الجزر والفروع وأسماء الأفرع التي قد تبدو للوهلة الأولى محيرة، خاصة أن المعبر المائي الذي قد يبدو أنه تياراً مستمراً واحداً قد تتغير أسماؤه ما يصل إلى سبع مرات، على سبيل المثال الراين ← قناة بايلاندسي ← قناة بانيردينز ← نيديرراين ← ليك ← الماس الجديد ← هت شخيور ← نيوا فاترفيخ (← بحر الشمال). وحيث أن الراين يساهم بمعظم الماء، فإنه عادة ما يستخدم مصطلح دلتا الراين اختصاراً. ومع ذلك يتم استخدام هذا الاسم أيضاً لدلتا النهر حيث يتدفق نهر الراين في بحيرة كونستانس.

## الجغرافيا

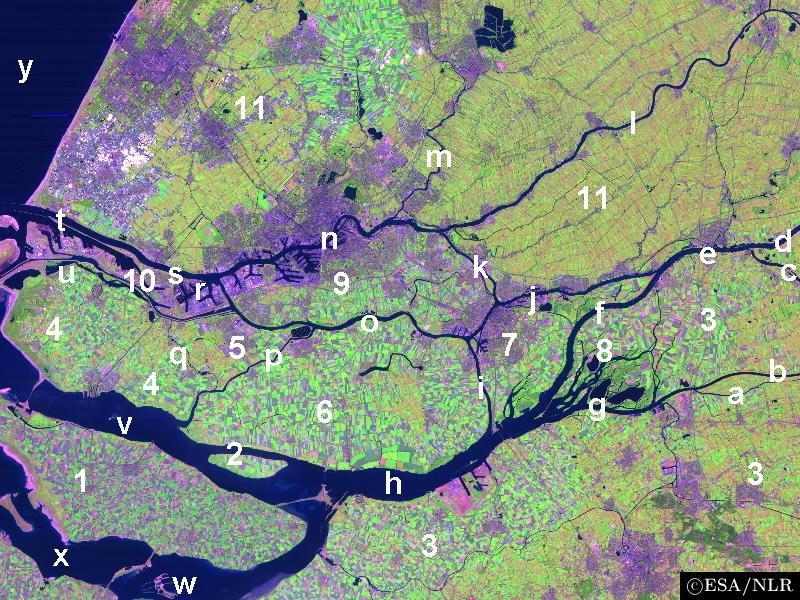
صورة بالقمر الصناعي لدلتا الراين - الماس - سخيلت